# Tupolev Tu-110
Tupolev Tu-110 (Tên mã NATO: Cooker) là một loại máy bay chở khách phản lực, được thiết kế chế tạo tại Liên Xô từ năm 1955.

## Biến thể
Dữ liệu lấy từ Tupolev Tu-104
- Tu-110
- Tu-110A
- Tu-110B
- Tu-110L
- Tu-110D
- Tu-117

## Tính năng kỹ chiến thuật (Tu-110 mẫu thử thứ nhất)
Dữ liệu lấy từ The Osprey Encyclopaedia of Russian Aircraft 1875– 1995
Đặc điểm tổng quát
- Kíp lái: 5 (tổ lái + tổ tiếp viên)
- Sức chứa: 100
- Chiều dài: 38.3 m (125 ft 7-7/8 in)
- Sải cánh: 37.5 m (123 ft 0-3/8 in)
- Diện tích cánh: 182 m2 (1,959 ft2)
- Trọng lượng rỗng: 44.250 kg (97.553 lb)
- Trọng lượng có tải: 79.300 kg (174.824 lb)
- Động cơ: 4 × Lyulka AL-7, lực đẩy 65,7 kN (14.700 lbf) mỗi chiêc

Hiệu suất bay
- Vận tốc cực đại: 1.000 km/h (620 mph)
- Vận tốc hành trình: 890 km/h (553 mph)
- Tầm bay: 3.450 km (2.144 dặm)
- Trần bay: 12.000 m (39.370 ft)